# 바이 얀르시
《바이 얀르시》(튀르키예어: Bay Yanlış)는 2020년 방영된 터키의 텔레비전 드라마이다.